# Partit Baaz Àrab Socialista (Iraq)

Coat of arms of Iraq (1991–2004)

El Partit Baas Àrab Socialista de l'Iraq (àrab: حزب البعث العربي الاشتراكي في العراق, Ḥizb al-Baʿṯ ʾal-ʿArabī al-Ixtirākī fī l-ʿIrāq), és un partit regional d'ideologia baasista àrab fundat el 1951 per Fuad al-Rikabi. Entre 1951 i 1966 va formar part del Partit Baas original, canviant la seva lleialtat al moviment baas dominat per Iraq després de l'escissió interna de 1966.
El partit va governar Iraq entre 1968 i 2003, primer sota el comandament d'Ahmed Hassan al-Bakr i a partir de 1979 sota Saddam Hussein, fins a la invasió de l'Iraq de 2003, quan el seu govern va ser enderrocat i el partit prohibit.

## Secretaris
- 1951-1960 - Fuad al-Rikabi
- 1960-1961 - Talib Hussein ash-Shabibi
- 1961-1963 - Ali Salih al-Sadi
- 1963-1964 - Hazim Jawad
- 1964-1979 - Ahmed Hasan al-Bakr
- 1979-2003 (de facto)/2006 (d'iure) - Saddam Hussein
- 2007-2015 - Izzat Ibrahim ad-Douri
- 2015-present - Tozad Agnirat

## Administració sota Saddam Husseín

### Disciplina
El Partit Baas va inculcar disciplina de partit en els seus membres. Segons una declaració del Consell del Comandament Revolucionari (RCC), «S'espera dels membres del partit que inspirin a altres pel seu comportament exemplar, sentit de la disciplina, consciència política i voluntat de sacrificar-se en els interessos del partit i de l'estat». Saddam era un gran creient en la disciplina, i creia que darrere de qualsevol fracàs es trobava una manca de disciplina i organització. D'acord amb aquesta visió, el partit va emetre un sens fi de regles i regulacions per combatre la ganduleria, la corrupció i els abusos de poder. Aquells membres als quals es descobria que havien violat el codi del partit eren degradats o expulsats del partit.

### Finances
El Partit Baas estava finançat pel RCC, el màxim òrgan executiu i legislatiu del govern. Es requeria als membres del partit pagar una quota d'acord amb la seva posició. Per exemple, un membre de suport pagaria 25 dinars iraquians, mentre que un membre de la branca pagaria 3.000 dinars. Les comissions dels seus socis eren importants per al balanç del partit. El lideratge solia emfatitzar la importància de la capacitat financera dels seus membres, i els encoratjava a contribuir més del que és obligatori al partit. Econòmic del RCC, Saddam va donar al partit el 5% dels ingressos del petroli iraquià, anteriorment propietat de la Fundació Gulbenkin. El raonament de Saddam era que, si ocorria un cop i el Partit Baas era expulsat del poder, com havia passat a novembre de 1963, el partit necessitaria seguretat financera per poder reclamar el poder. Segons les estimacions de Hasim, per a 1989 el Partit Baas havia acumulat 10 mil milions de dòlars nord-americans en ingressos externs.

### Afiliació
Quan el partit va aconseguir el poder en la Revolució del 17 de Juliol de 1968, es va decidir incrementar la quantitat de miembdel partit perquè pogués competir amb partits oposats ideològicament, com el Partit Comunista Iraquià. Saddam tenia un pla clar, i el 25 de febrer de 1976 va dir: «Ha de ser la nostra ambició fer de tots els iraquians al país baazistes, o bé en afiliació al partit i creença, o bé en només l'últim». A la dècada dels 90 Saddam canviaria d'idea i donaria més importància que el partit tingués una gran quantitat de membres que a reclutar a gent que s'adherís a la ideologia baazista.
Com la majoria de partits, els membres del partit s'organitzaven de manera jeràrquica. El cap duna branca, divisió o secció era el secretari general, responsable del secretariat. En el més baix hi havia el simpatitzant, un membre que buscava pujar a les files del partit amb l'estatus de membres actius, cosa que podia costar entre cinc i deu anys. En algunes províncies, al nivell més baix de la jerarquia se'n deia «activitat nacional», i podia costar entre dos i tres anys assolir el nivell de «simpatitzant». L'informe al 10è Congrés Nacional assenyalava que «no és suficient per a un membre creure en la idea del partit, sinó que el que cal és el compromís total i no simplement una afiliació política».

## Resultats electorals
| Any electoral | Escons    | ±  |
| ------------- | --------- | -- |
| 1980          | 187 / 250 |    |
| 1984          | 183 / 250 | 4  |
| 1989          | 207 / 250 | 24 |
| 1996          | 161 / 250 | 46 |
| 2000          | 165 / 250 | 4  |